# Maurice Langeron
Maurice Langeron (ur. 3 stycznia 1874 w Dijon, zm. 27 czerwca 1950 w Bourg-la-Reine) – francuski lekarz, mykolog, parazytolog i paleobotanik.

## Życiorys
Studiował nauki przyrodnicze w Muséum national d'Histoire naturelle w Paryżu (Narodowym Muzeum Historii Naturalnej i Medycyny na Wydziale Lekarskim w Paryżu ). W 1902 r. obronił pracę doktorską. W 1930 r. został dyrektorem oddziału mykologii w laboratorium parazytologii na wydziale medycyny w Paryżu. Dwa lata później został zastępcą dyrektora w laboratorium parazytologii w École pratique des hautes études, a w 1942 r. dyrektorem ds. Badań w Centre national de la recherche scientifique (CNRS).
W 1901 r. uczestniczył w badaniu trawertynów eoceńskich w Sézanne w departamencie Marne. W latach 1911, 1919 i 1920 przez Instytut Pasteura wysłany został na kilka misji parazytologicznych w Tunezji. W 1922 r. bierze udział w misji parazytologicznej na Krecie, w 1925 na Korsyce, w 1927 r. w Ameryce Południowej, w 1936 r. w Maroku.

## Praca naukowa
Podczas pracy w laboratorium parazytologicznym doskonali techniki badań mikrobiologicznych i pasożytniczych oraz mykologii ogólnej i medycznej. Klasyfikuje i koordynuje postacie narządów rozrodczych grzybów, poprawia systematykę grzybów chorobotwórczych dla ludzi. Na podstawie danych morfologicznych i biologicznych redukuje ich liczbę z 746 do 42. Wnosi istotny wkład w identyfikację grzybicy.
W naukowych nazwach opisanych przez niego taksonów dodawane jest jego nazwisko Langeron. Jego nazwiskiem nazwano rodzaj pasożytniczego grzyba Langeronia (obecnie Trichophyton).

## Wybrane publikacje
W 1965 roku jego Précis de mycologie zostało przetłumaczone na angielski i opublikowane jako Zarys mykologii. Inne znane prace Langerona:
1. Muscinées de la Côte-d'Or : Études géographiques: Catalogue des muscinées de la Côte d'Or, 1898
2. Précis de microscopie; technique, expérimentation, diagnostic, 1913
3. Le genre Aleurites Forst (Euphorbiacées) systématique, anatomie, pharmacologie, 1902
4. Études sur les végétaux fossiles du Trieu de Leval (Hainaut), 1907
5. Précis de microscopie; technique, expérimentation, diagnostic, 1913
6. Coprologie microscopique, 1922[3].